# Rolando Fonseca
Rolando Fonseca Jiménez oder einfach nur Rolando Fonseca (* 6. Juni 1974 in San José) ist ein ehemaliger costa-ricanischer Fußballspieler. Zuletzt stand der Stürmer beim guatemaltekischen Erstligisten CSD Comunicaciones unter Vertrag.

## Karriere

### Verein
Fonseca spielte bisher in verschiedenen Ligen und Mannschaften Mittel- und Südamerikas. Seine Karriere begann der Angreifer 1989 bei Deportivo Saprissa, neben LD Alajuelense einer der erfolgreichsten Klubs in der Primera División de Costa Rica, der höchsten Spielklasse in Costa Rica. Bereits nach Ablauf seines ersten Profijahres konnte er mit dem Verein die nationale Meisterschaft gewinnen. Zu einem Einsatz kam er damals allerdings noch nicht. Erst am 1. Juni 1991 kam der Offensivspieler zu seinem Ligadebüt im Spiel gegen ASODELI. 1993 erfolgte der Triumph im internationalen Wettbewerb um den CONCACAF Champions’ Cup. In der Folgesaison gewann Fonseca zum zweiten Mal die Meisterschaft mit Saprissa und konnte diese im Jahr darauf verteidigen. Zudem wurde erneut der CONCACAF Champions’ Cup geholt und damit das Double perfekt gemacht. Bei dem zweimaligen Gewinn des Copa Interamericana, einem Wettbewerb für Sieger der amerikanischen Kontinentalmeisterschaften, in den Jahren 1993 und 1995 war Fonseca ebenfalls dabei.
Nach sechs Jahren bei Deportivo, entschied sich Fonseca Anfang des Jahres 1996 zum Wechsel ins Ausland. Dabei lockte ihn CF Pachuca vom Inselstaat nach Mexiko. Dort hielt es ihn nicht lange und noch im gleichen Jahr transferierte er zum kolumbianischen Verein Independiente Medellín, um kurz darauf zu Ligakonkurrent América de Cali zu wechseln. Doch auch hier fand er nicht den gewünschten Erfolg und Fonseca kehrte Mitte des Jahres 1997 wieder nach Costa Rica zurück, wo sich LD Alajuelense die Dienste des Angreifers sicherte. Zwar gewann er auf Anhieb erneut die costa-ricanische Meisterschaft, aber das gewünschte gute Comeback fiel aus. Fonseca zog es deshalb erneut ins Ausland, wo er in Guatemala bei CSD Comunicaciones unterschrieb. Dort fand der Stürmer zu alter Stärke zurück und verhalf dem Team 1999 und 2000 zum Erfolg in der Liga Nacional de Guatemala. Zur Saison 2000/01 kehrte er allerdings wieder zu seinem Heimatverein Deportivo Saprissa zurück. Zwar konnte er überzeugen, aber Fonseca zog einen erneuten Versuch in Mexiko bei CF La Piedad vor. Doch wie schon in den vorhergegangenen Auslandsstationen, war der Angreifer auch hier nicht zufrieden und kehrte bald zurück, um sich zum zweiten Mal LD Alajuelense anzuschließen. In fünf Jahren dort konnte er 2003 und 2005 noch zweimal die Meisterschaft gewinnen sowie zum dritten Mal einen Erfolg im CONCACAF Champions’ Cup feiern. Zwischenzeitlich wurde er für kurze Zeit zweimal an seinen alten guatemaltekischen Arbeitgeber CSD Comunicaciones verliehen. 2007 wechselte er innerhalb der Liga zu Municipal Liberia, entschied sich aber nach einer Saison erneut für CSD Comunicaciones aufzulaufen. Dort beendete er Ende 2010 seine Karriere. Im September 2012 lief er noch dreimal für AD Carmelita auf.

### Nationalmannschaft
Fonseca ist seit 1992 Nationalspieler Costa Ricas. Mit inzwischen 47 Treffer ist er der erfolgreichste Torschütze in der Geschichte der Nationalmannschaft. Mit seinem bisher letztem Erfolg, dem 47. Treffer, konnte er zudem das 1000. Tor seit bestehen der costa-ricanischen Auswahl erzielen. 2002 gehörte er zum Kader für die Fußball-Weltmeisterschaft in Japen und Südkorea. Im Vorrundenauftaktspiel stand er dabei in der Startelf seiner Mannschaft, welches man 2:0 gegen China gewinnen konnte. Allerdings konnte Fonseca wenig überzeugen und wurde kurz nach der Halbzeit ausgewechselt. Zudem verpasste er das zweite Gruppenspiel und war nur Zuschauer. In der entscheidenden Partie um den Einzug ins Achtelfinale wechselte ihn Trainer Alexandre Guimarães erst in der 65. Minute gegen Mauricio Solís ein. Trotzdem ging das Spiel gegen den späteren Weltmeister Brasilien mit 2:5 verloren und die Mannschaft schied auf Grund des schlechteren Torverhältnisses aus. Für die Fußball-Weltmeisterschaft 2006 wurde Fonseca nicht mehr berücksichtigt.
Für den UNCAF Nations Cup wurde Fonseca mehrfach nominiert. In seiner Zeit als Nationalspieler konnte Costa Rica den Pokal fünf Mal gewinnen. Beim Turnier von 1999 wurde der Angreifer zudem zum besten Spieler des Wettbewerbs gewählt. Damals gelangen ihm fünf Treffer. Mit insgesamt 19 Toren bei allen Teilnahmen ist er Rekordtorschütze des Turniers.
Des Weiteren war er im Kader für die Copa América 1997 und Copa América 2001. Dabei absolvierte er in möglichen sieben Partien fünf Spiele und konnte dabei ein Treffer erzielen. Dieser gelang ihm am 20. Juli 2001 beim 4:0-Erfolg gegen Bolivien, als er in der 84. Minute den Schlusspunkt setzte.
Beim CONCACAF Gold Cup war Fonseca bisher drei Mal im Kader der costa-ricanischen Auswahl. Bei der ersten Nominierung 2002 scheiterte das Team erst im Finale an der USA. Allerdings kam Fonseca nur in zwei Vorrundenspielen zum Einsatz, wo er je einmal treffen konnte. 2003 verpasste das Team das Endspiel, als es im Halbfinale gegen Mexiko ausschied. Im Spiel um Platz drei gab es ein erneutes Wiedersehen mit den USA. Wieder musste man sich geschlagen geben. Bei diesem Turnier von 2003 bestritt Fonseca vier von fünf Spielen und konnte zwei Mal den Ball im gegnerischen Gehäuse versenken. Nachdem der Angreifer 2005 nicht nominiert wurde, gehörte er 2007 wieder zum Team. In vier Spielen gelang im aber kein Treffer und das Team musste bereits nach dem Viertelfinale abreisen. 2009 wurde er nicht mehr berufen. Zum Abschluss seiner Karriere bestritt er am 26. März 2011 in einem Freundschaftsspiel gegen China sein letztes Länderspiel.

## Erfolge

### Verein
- Costa-Ricanischer Meister mit Deportivo Saprissa: 1990, 1994, 1995
- CONCACAF Champions’ Cup mit Deportivo Saprissa: 1993, 1995
- Copa Interamericana mit Deportivo Saprissa: 1993, 1995
- Costa-Ricanischer Meister mit LD Alajuelense: 1997, 2003, 2005
- Liga Nacional de Guatemala mit CSD Comunicaciones: 1999, 2000 (Apertura), 2008 (Apertura), 2011 (Apertura)
- CONCACAF Champions’ Cup mit LD Alajuelense: 2004

### Nationalmannschaft
- UNCAF Nations Cup: 1997, 1999, 2003, 2005, 2007
- 2. Platz im CONCACAF Gold Cup: 2002
- 3. Platz im CONCACAF Gold Cup: 2003

### Individuell
- Spieler des UNCAF Nations Cup: 1999